# Ozero Zapolskoje
Ozero Zapolskoje (ryska: Озеро Запольское) är en sjö i Belarus.   Den ligger i voblasten Vitsebsks voblast, i den norra delen av landet, 170 km nordost om huvudstaden Minsk. Ozero Zapolskoje ligger 123 meter över havet. Arean är 0,14 kvadratkilometer.
Omgivningarna runt Ozero Zapolskoje är en mosaik av jordbruksmark och naturlig växtlighet. Runt Ozero Zapolskoje är det glesbefolkat, med 19 invånare per kvadratkilometer.